# Liga lekkoatletyczna sezon 2007
Liga lekkoatletyczna sezon 2007 – rozgrywki ligowe organizowane przez Polski Związek Lekkiej Atletyki, podzielone na klasy rozgrywkowe: I i II ligę. 
Zawody rozgrywane były w dwóch rzutach, wiosennych mityngach oraz jesiennych zawodach finałowych. Wyniki uzyskane przez zawodników przeliczane były na punkty, które decydowały o miejscu zajmowanym przez dany klub.
Finał 1 Ligi (II rzut) odbył się 15 września 2007r. w Kielcach.

## 1 Liga - tabela końcowa
| Miejsce | Nazwa klubu               | I rzut | II rzut | Ilość Punktów | Uwagi  |
| ------- | ------------------------- | ------ | ------- | ------------- | ------ |
| 1       | AZS AWF Warszawa (m)      | 3563   | 3083    | 6646          | złoto  |
| 2       | KS AZS AWF Kraków         | 3198   | 3299    | 6497          | srebro |
| 3       | AZS AWF Wrocław           | 3272   | 3019    | 6291          | brąz   |
| 4       | KS AZS AWF Biała Podlaska | 3197   | 3000    | 6197          |        |
| 5       | KS Podlasie Białystok     | 2958   | 2778    | 5736          |        |
| 6       | MKL Szczecin              | 2858   | 2653    | 5511          |        |
| 7       | SL WKS Zawisza Bydgoszcz  | 2598   | 2836    | 5434          |        |
| 8       | AZS AWF Gorzów            | 2726   | 2524    | 5250          |        |
| 9       | KS Agros Zamość           | 2645   | 2604    | 5249          |        |
| 10      | AZS AWF Katowice          | 2762   | 2462    | 5224          |        |
| 11      | KKL Fart Kielce (b)       | 2541   | 2561    | 5102          |        |
| 12      | WKS Wawel Kraków          | 2487   | 2338    | 4825          |        |
| 13      | AZS Łódź (b)              | 2472   | 2311    | 4783          |        |
| 14      | LKS Lubusz Słubice        | 2348   | 2423    | 4771          |        |
| 15      | GKS Olimpia Grudziądz (b) | 2066   | 1739    | 3805          |        |
| 16      | AZS UMCS Lublin           | 2306   | 1408    | 3714          |        |

| Opis tabeli ekstraklasy:               |
| -------------------------------------- |
| (m) - Mistrz z poprzedniego sezonu     |
| (b) - beniaminek                       |
| DNS - drużyna nieskwalifikowana        |
| mistrzostwo                            |
| spadek lub wycofanie klubu z rozgrywek |